# اسکاندیا
اسکاندیا (انگلیسی: Skandia) شرکت خدمات مالی سوئدی است، که در سال ۱۸۵۵ تأسیس شد.